# Liste des tournées de Madonna
La chanteuse américaine Madonna a effectué, durant sa carrière, un total de onze tournées dont 10 mondiales. Sa première tournée en 1985, The Virgin Tour, composée de 40 dates sur le territoire américain et une date au Canada, a généré environ 17 millions de dollars. En 1987, Madonna effectue sa première tournée mondiale, Who's That Girl Tour, durant laquelle elle parcourt l'Europe, le Japon et les États-Unis.

## Tournées
| Année | Nom                           | Date de début et de fin | Nombre de concerts |
| --- | ----------------------------- | --- | ------------------ |
| 1985 | The Virgin Tour               | 10 avril 1985 – 11 juin 1985 (Amérique du Nord) | 40                 |
| The Virgin Tour est la première tournée de Madonna. Cette première série de concerts à travers les États-Unis et le Canada accompagne la sortie de ses deux premiers albums, Madonna et Like a Virgin. Malgré la renommée déjà mondiale de Madonna, la tournée se limitera au territoire nord-américain. La tournée est un véritable succès : les billets pour sa prestation au Radio City Music Hall de New York sont intégralement vendus en un temps record de 34 minutes. Au cours de la tournée, des dates supplémentaires furent ajoutées et les lieux de concerts furent parfois modifiés, afin de s’adapter au nombre important de billets vendus. Le Virgin Tour génère un total de plus de 17 millions de dollars. |                               | |                    |
| 1987 | Who's That Girl Tour          | 14 juin 1987 – 22 juin 1987 (Asie) 27 juin 1987 – 9 août 1987 (Amérique du Nord) 15 août 1987 – 6 septembre 1987 (Europe) | 37                 |
| Première tournée mondiale de Madonna, elle visite l'Europe, l'Asie et bien sûr les États-Unis et le Canada en 37 dates au total, ce qui la rend légèrement plus courte que sa tournée précédente. Néanmoins, celle-ci est plus travaillée : 7 changements de costumes, 1h30 de spectacle, une grande scène avec 4 écrans géants, des projecteurs et un tapis roulant au centre. La tournée permet à Madonna d'offrir des tableaux scéniques très travaillés comme pour Express Yourself ou Papa don't Preach. La tournée reprend les principales chanson de son dernier album True Blue ainsi que la bande originale du film Who's That Girl et les tubes de ses albums précédents. La tournée rapporte 25 millions de dollars et est vu par 1,5 million de spectateurs. Elle est diffusée avec la cassette Ciao, Italia!: Live from Italy. |                               | |                    |
| 1990 | Blond Ambition Tour           | 13 avril 1990 – 27 avril 1990 (Asie) 4 mai 1990 – 25 juin 1990 (Amérique du Nord) 30 juin 1990 – 5 août 1990 (Europe) | 57                 |
| Le Blond Ambition Tour est, après les 2 grosses entreprises du Virgin Tour et Who's That Girl, cette-fois ci un véritable spectacle visuel et artistique, avec un thème, un orchestre, des décors (l'impressionnant décor de l'ouverture du concert, Express Yourself), plusieurs parties, de nombreux costumes.Il aborde divers thèmes comme la religion (Like a Prayer, Live to Tell, Oh Father et Papa Don't Preach), le sexe (Like a Virgin, In), le féminisme (Express Yourself). La tournée visite d'abord l'Asie, puis beaucoup les États-Unis (29 dates), puis se finit en France. |                               | |                    |
| 1993 | The Girlie Show World Tour    | 25 septembre 1993 – 1er octobre 1993 (Europe) 5 octobre 1993 (Asie) 7 octobre 1993 (Europe) 11 octobre 1993 – 26 octobre 1993 (Amérique du Nord) 30 octobre 1993 – 6 novembre 1993 (Amérique du Sud) 10 novembre 1993 – 13 novembre 1993 (Amérique du Nord) 19 novembre 1993 – 4 décembre 1993 (Australie) 7 décembre 1993 – 19 décembre 1993 (Asie) | 39                 |
| À compléter |                               | |                    |
| 2001 | Drowned World Tour            | 9 juin 2001 – 12 juillet 2001 (Europe) 21 juillet 2001 – 15 septembre 2001 (Amérique du Nord) | 47                 |
| Première tournée de la chanteuse après 8 ans d'absence (et son Girlie Show), cette tournée couvre ses deux derniers albums studios, à savoir Ray of Light et Music, sortis respectivement en 1998 et 2000. Le concert est divisé en cinq tableaux : Neo-Punk, Geisha-Anime, Country-Western, Spanish et Ghetto/Urban. La setlist contient principalement des chansons des deux derniers albums de la chanteuse, avec seulement 2 chansons des années 1980. Le premier tableau présente des performances très énergiques, où Madonna est vêtue d'un kilt et un style dominatrice. Dans le deuxième tableau, Madonna porte un kimono et s’exerce aux arts martiaux. Pour le troisième tableau acoustique, la chanteuse porte un costume de cowboy. Le tableau latin rend hommage au flamenco et dernier tableau au danse ghetto. La tournée fut commercialement un succès. En 2001, elle fut la tournée la plus lucrative pour un artiste solo. Elle rapporta 75 millions de dollars à guichet fermé et fut jouée devant prêt de 730 000 spectateurs en Europe et en Amérique. |                               | |                    |
| 2004 | Re-Invention Tour             | 24 mai 2004 – 2 août 2004 (Amérique du Nord) 14 août 2004 – 14 septembre 2004 (Europe) | 56                 |
| Cette tournée couvre la sortie de son album American Life, sorti en 2003. C'est, sans contexte, sa tournée la plus impliquée politiquement, où elle affiche son point de vue sur le rêve-américain, la vie après le 11 septembre 2001, et son anti-interventionnisme (en opposition au président en exercice). Le concert est divisé en cinq tableau : French Baroque, Military, Circus/Cabaret, Acoustic et Scottish/Tribal. Dans le premier tableau, Madonna est vêtue d'un corset créé par Christian Lacroix et interprète des danses stylisées. Le deuxième tableau Military a pour thème la guerre. Le troisième tableau s'inspire du monde du cirque et du cabaret et Madonna, vêtue d'un corset Chanel interprète des musiques enjouées et jazz. Le quatrième tableau Acoustic explore le thème religieux, entre la Kabbale et le Catholicisme mais aussi l'enfance de la chanteuse, avec des chansons mélancoliques. Dans le dernier tableau, Madonna est vêtue d'un kilt et danse sur des musiques énergiques. La tournée est considérée comme le plus gros événement musical de l'année 2004, rapportant ainsi 124,5 millions de US$. Elle a réuni environ 880 000 personnes à travers les États-Unis et l'Europe. Madonna a visité sept pays et 20 villes au total pour 56 représentations. |                               | |                    |
| 2006 | The Confessions Tour          | 21 mai 2006 – 23 juillet 2006 (Amérique du Nord) 30 juillet 2006 – 12 septembre 2006 (Europe) 16 septembre 2006 – 21 septembre 2006 (Asie) | 60                 |
| Cette tournée couvre la sortie de son album Confessions on a Dance Floor, sorti en 2005. Le concert est divisé en quatre tableaux : Equestrian, Bedouin, Glam-Punk et Disco. Equestrian se concentre sur le thème du sadomasochisme, Bedouin apporte des messages de paix, Glam-Punk est une partie avec des guitares électriques et de l'électronique et Disco offre des performances dansantes. La tournée a reçu l'acclamation des critiques et a été un important succès commercial. Les tickets se sont arrachés en quelques heures, après leur mise en vente, conduisant l'ajout de dates supplémentaires. Ayant rapporté 194,3 millions de dollars US, avec un total de 60 représentations, et ayant réuni 1,2 million de personnes, le Confessions Tour est le concert le plus lucratif de l'année 2006. |                               | |                    |
| 2008 2009 | Sticky & Sweet Tour           | 23 août 2008 – 27 septembre 2008 (Europe) 4 octobre 2008 – 30 novembre 2008 (Amérique du Nord) 4 décembre 2008 – 21 décembre 2008 (Amérique du Sud) 4 juillet 2009 – 29 août 2009 (Europe) 1er septembre 2009 – 2 septembre 2009 (Asie) | 85                 |
| Cette tournée couvre la sortie de son album Hard Candy, sorti en 2008. Il est divisé en quatre tableaux : Pimp, où le sadomasochisme est le thème principal ; Old School où les anciens tubes de Madonna sont croisés avec le travail de l'artiste Keith Haring ; Gypsy, une fusion de danse folklorique et de chansons hispaniques avec des performances allant de la mélancolie à la joie ; et Rave, partie où les performances sont inspirées de l'Asie centrale. La dernière partie contient un request song : Madonna demande à quelqu'un de public de choisir une de ses chansons pour l'interpréter. Madonna a joué devant plus de 3,5 millions de spectateurs dans 32 pays, générant un total de 408 millions de dollars, en faisant la deuxième tournée mondiale la plus lucrative de tous les temps, derrière A Bigger Bang Tour des Rolling Stones. |                               | |                    |
| 2012 | The MDNA Tour                 | 31 mai 2012 – 7 juin 2012 (Asie) 12 juin 2012 – 21 août 2012 (Europe) 28 août 2012 – 25 novembre 2012 (Amérique du Nord) 28 novembre 2012 – 22 décembre 2012 (Amérique du Sud) | 88                 |
| Cette tournée couvre la sortie de son album MDNA, sorti en 2012. Le MDNA Tour a été annoncé après la performance de Madonna lors de la mi-temps du Super Bowl XLVI, évènement annuel le plus visionné aux États-Unis. Le concert est divisé en quatre parties : Transgression, Prophecy, Masculine/Feminine et Redemption. Avec plus de 2,2 millions de spectateurs et 305 millions de dollars de revenus, le MDNA Tour est la tournée la plus lucrative de 2012, selon Billboard et la neuvième tournée la plus lucrative de tous les temps. |                               | |                    |
| 2015 2016 | Rebel Heart Tour              | 9 septembre 2015 – 29 octobre 2015 (Amérique du Nord) 4 novembre 2015 – 20 décembre 2015 (Europe) 6 janvier 2016 – 28 janvier 2016 (Amérique du Nord) 4 février 2016 – 28 janvier 2016 (Asie) 5 mars 2016 – 20 mars 2016 (Océanie) | 82                 |
| Cette tournée couvre la sortie de son album Rebel Heart, sorti en 2015. Le concert est divisé en quatre tableaux : Joan Of Arc/Samurai, Rockabilly Meets Tokyo, Latin/Gypsy et Crazy Years/Party. Le premier tableau explore en grande partie le thème religieux, où Madonna s'illustre en samurai et en religieuse sexy. Rockabilly Meets Tokyo est un tableau où les modes américaines et japonaises s'entrecroisent sur des musiques dansantes et joyeuses. Latin/Gypsy s'ouvre sur une Madonna habillée en matador puis elle apparaît dans un costume inspiré par Frida Kahlo. Le dernier tableau a pour thème les années 1920, le monde du cabaret, du jazz et de la fête. Durant cette tournée, Madonna n'hésite pas à faire appel à des invités-surprises durant son titre Unapologetic Bitch, tels que Ariana Grande, Katy Perry ou encore Nelly Furtado. La tournée génère un bénéfice de 169,8 millions de dollars avec 1 045 479 tickets vendus sur les 82 dates. Madonna devient ainsi l'artiste solo ayant engrangé le plus de recettes sur l'ensemble de ses tournées avec 1,31 milliard de dollars de recettes, se plaçant derrière les Rolling Stones et U2. |                               | |                    |
| 2019 2020 | Madame X Tour                 | 17 septembre 2019 – 22 décembre 2019 (Amérique du Nord) 12 janvier 2020 – 11 mars 2020 (Europe) | 91                 |
| Cette tournée couvre la sortie de son album Madame X, sorti en 2019. Débutée en septembre 2019, la tournée se voit réduite de quelques dates en mars 2020, en raison de blessures répétées de la chanteuse, ainsi que des mesures contre la pandémie de Covid-19 en France. Concentré autour du personnage de « Madame X », chaque concert est divisé en quatre tableaux : Madame X Fighting For Freedom, Secret Agent, Madame X Traveling Around The World et Madame X Changing Identities. |                               | |                    |
| 2023 | Madonna: The Celebration Tour | 14 octobre 2023 – 6 décembre 2023 (Europe) 13 décembre 2023 – 24 avril 2024 (Amérique du Nord) | 78                 |
| Cette tournée couvre les quarante ans de carrière de la chanteuse, où elle y interprète les plus grands succès de sa discographie, de son premier album Madonna, sorti en 1983, jusqu'à son dernier album en date, Madame X, sorti en 2019. Par ailleurs, cette tournée porte le nom de son album de compilations Celebration, sorti en 2009. Débutée en octobre 2023 en Europe, la tournée se terminera en avril 2024, en Amérique du Nord. |                               | |                    |

## Concerts ponctuels et représentations publiques
| Date              | Nom                                                                                                   | Lieu                | Titre(s) joué(s) |        |
| ----------------- | --- | ------------------- | --- | ------ |
| 16 décembre 1982  | Haoui Montaug's No Entiendes Party (Danceteria)                                                       | New York            | Everybody | [ 2 ]  |
| 20 janvier 1983   | Peppermint Lounge                                                                                     | New York            | Everybody et Burning Up | [ 3 ]  |
| 26 janvier 1983   | Red Parrot Club                                                                                       | New York            | Everybody | [ 4 ]  |
| 13 mai 1983       | FunHouse                                                                                              | New York            | Physical Attraction | [ 5 ]  |
| 19 mai 1983       | Studio 54                                                                                             | New York            | Burning Up | [ 6 ]  |
| 21 mai 1983       | Peppermint Lounge                                                                                     | New York            | | ,      |
| 29 mai 1983       | The Copa                                                                                              | Fort Lauderdale     | Everybody, Burning Up et Physical Attraction | [ 9 ]  |
| 4 juin 1983       | Studio 54                                                                                             | Manhattan, New York | Everybody, Burning Up, Holiday et Physical Attraction | [ 10 ] |
| 17 juin 1983      | Celebrity Club                                                                                        | New York            | Holiday | [ 11 ] |
| 12 juillet 1983   | The Roxy Club                                                                                         | New York            | Everybody et Physical Attraction | [ 12 ] |
| 1983              | Music Machine                                                                                         | Londres             | Holiday | [ 13 ] |
| 1er août 1983     | Escapes Club                                                                                          | Merrick, New York   | Everybody, Physical Attraction, Burning Up et Holiday | [ 14 ] |
| 24 septembre 1983 | Uncle Sam's Club                                                                                      | Levittown, New York | Physical Attraction, Everybody, Holiday et Burning Up | ,      |
| 13 octobre 1983   | Camden Palace’s Thursday Party Night                                                                  | Londres             | Burning Up, Everybody et Holiday | ,      |
| 4 décembre 1983   | The Metro Club                                                                                        | Boston              | Burning Up, Holiday, Lucky Star et Physical Attraction | ,      |
| 16 mai 1984       | The Paradise Garage (concert à l'occasion de l'anniversaire de Keith Haring)                          | New York            | Like a Virgin et Dress You Up | ,      |
| 23 février 1985   | Apparition au concert de Prince au « Forum d'Inglewood »                                              | Los Angeles         | Baby I'm a Star, Purple Rain et America (toutes trois chantées avec Prince) | [ 23 ] |
| 24 mai 1989       | Don't Bungle The Jungle                                                                               | Brooklyn, New York  | I Got You Babe (avec Sandra Bernhard) | ,      |
| 14 février 1998   | The Roxy Club                                                                                         | New-York            | Sky Fits Heaven, Shanti/Ashtangi et Ray Of Light | ,      |
| 5 novembre 2000   | Roseland Ballroom                                                                                     | New-York            | Impressive Instant, Runaway Lover, Don't Tell Me, What It Feels Like For A Girl et Music | ,      |
| 29 novembre 2000  | Carling Brixton Academy                                                                               | Londres             | Impressive Instant, Runaway Lover, Don't Tell Me, What It Feels Like For A Girl, Holiday et Music | ,      |
| 22 avril 2003     | MTV Studios                                                                                           | New-York            | American Life, Hollywood, Nothing Fails, X-Static Process et Like A Virgin | ,      |
| 23 avril 2003     | Tower Records                                                                                         | New-York            | American Life, Mother and Father, X-Static Process, Nothing Fails, Like A Virgin, Hollywood et American Life | ,      |
| 30 avril 2003     | RTL Studio                                                                                            | Cologne             | American Life, Hollywood et Music | [ 36 ] |
| 7 mai 2003        | La Cantine Du Faubourg                                                                                | Paris               | American Life, Hollywood, Nothing Fails, X-Static Process, Mother and Father, Like A Virgin et Don't Tell Me | ,      |
| 9 mai 2003        | HMV Oxford Circus                                                                                     | Londres             | American Life, Hollywood, Nothing Fails, X-Static Process, Mother and Father, Like a Prayer et Don't Tell Me | [ 39 ] |
| 15 novembre 2005  | Koko Nightclub                                                                                        | Londres             | Hung Up, Get Together, I Love New York, Let It Will Be et Everybody | ,      |
| 19 novembre 2005  | G-A-Y                                                                                                 | Londres             | Hung Up, Get Together, Let It Will Be, Everybody et Jump | [ 42 ] |
| 7 décembre 2005   | Studio Coast                                                                                          | Tokyo               | Hung Up, Get Together, I Love New York, Let It Will Be et Everybody | [ 43 ] |
| 30 avril 2008     | Roseland Ballroom                                                                                     | New-York            | Candy Shop, Miles Away, 4 Minutes (avec Justin Timberlake), Hung Up, Give It 2 Me (chanson) et Music | [ 44 ] |
| 6 mai 2008        | Olympia                                                                                               | Paris               | Candy Shop, Miles Away, 4 Minutes, Hung Up, Give It 2 Me et Music | [ 45 ] |
| 10 mai 2008       | Mote Park                                                                                             | Maidstone           | Candy Shop, Miles Away, 4 Minutes, Hung Up, Give It 2 Me et Music | [ 46 ] |
| 5 février 2012    | Super Bowl XLVI                                                                                       | Indianapolis        | Vogue, Music vs Party Rocking-Sexy and I know It (avec LMFAO), Give Me All Your Luvin' (avec M.I.A. et Nicki Minaj), Open Your Heart-Express Yourself (interlude) et Like a Prayer                                                                | ,      |
| 24 septembre 2013 | #SecretProjectRevolution                                                                              | New York            | Between The Bar (chanson de Elliott Smith) | [ 49 ] |
| 10 décembre 2015  | Concert sur la Place de la République, en hommage aux victimes des attentats du 13 novembre en France | Paris               | Ghosttown, Imagine (chanson de John Lennon) et Like a Prayer | [ 50 ] |
| 10 mars 2016      | Madonna: Tears of a Clown (Forum Theatre)                                                             | Melbourne           | Send In the Clowns, Drowned World/Substitute for Love, X-Static Process, Between the Bars, Nobody's Perfect, Easy Ride, Intervention, I'm so Stupid, Paradise (Not for Me), Joan of Arc, Don't Tell Me, Mer Girl, Borderline, Take a Bow, Holiday | ,      |
| 7 novembre 2016   | Concert pour la campagne d'Hillary Clinton                                                            | New-York            | Express Yourself, Don't Tell Me, Imagine, Like a Prayer, If I Had a Hammer, Rebel Heart | [ 53 ] |
| 21 janvier 2017   | Women's March de 2017                                                                                 | Washington D.C      | Express Yourself et Human Nature | ,      |
| 7 mai 2018        | MET Gala                                                                                              | New-York            | Like a Prayer, Beautiful Game, Hallelujah | [ 56 ] |
| 1er janvier 2019  | Stonewall Inn                                                                                         | New-York            | Like a Prayer et Can't Help Falling in Love (chanson d'Elvis Presley) | [ 57 ] |
| 30 juin 2019      | Stonewall 50 – WorldPride NYC                                                                         | New-York            | Vogue, American Life, God Control, I Rise | [ 58 ] |
| 24 juin 2021      | New-York City LGBTQ+ Pride 2021                                                                       | New-York            | Vogue, Hung Up, I Don't Search I Find | [ 59 ] |
| 9 octobre 2021    | Performance surprise Ginny's Supper Club - Red Rooster                                                | Harlem, New-York    | Dark Ballet, La Isla Bonita, Saudade, Like a Prayer | [ 60 ] |
| 30 avril 2022     | Concert dans la ville natale de Maluma (Complexe sportif Atanasio-Girardot)                           | Medellín, Colombie  | Medellín (avec Maluma), Music | [ 61 ] |
| 24 juin 2022      | New-York City LGBTQ+ Pride 2022                                                                       | New-York            | Hung Up (avec Tokischa), Material Girl/Material Gwerll "Saucy Santana Remix" (avec Saucy Santana), Celebration | [ 62 ] |

## Concerts de bienfaisance
| Date             | Nom                                                                               | Lieu          | Titre(s) joué(s) |        |
| ---------------- | --------------------------------------------------------------------------------- | ------------- | --- | ------ |
| 13 juillet 1985  | Live Aid                                                                          | Philadelphie  | Into The Groove, Holiday, Love Makes The World Go Round et Revolution (avec les Thompson Twins)                                                                              | ,      |
| 10 novembre 1986 | Performance bénéfice au Madison Square Garden pour la lutte contre le sida)       | New York      | Live to Tell | ,      |
| 7 septembre 1990 | Commitment To Life Award (concert bénéfice pour AIDS Project Los Angeles)         | Los Angeles   | Vogue | ,      |
| 12 mars 1994     | «DANCE-A-THON» (concert bénéfice au Moscone Center, pour la lutte contre le sida) | San Francisco | ? (accompagnée de Debi Mazar et Rosie Perez) | ,      |
| 27 avril 1998    | Rainforest Foundation Benefit Concert                                             | New York      | Frozen, With A Little Help From My Friends et Twist and Shout | ,      |
| 15 janvier 2005  | A Concert Of Hope: Tsunami Aid                                                    | New York      | Imagine (chanson de John Lennon) | ,      |
| 2 juillet 2005   | Live 8                                                                            | Londres       | Like a Prayer, Ray of Light et Music | ,      |
| 18 novembre 2005 | Children in Need                                                                  | Londres       | Hung Up et Get Together | [ 77 ] |
| 7 juillet 2007   | Live Earth                                                                        | Londres       | Hey You, Ray of Light, La Isla Bonita et Hung Up | ,      |
| 22 janvier 2010  | Hope for Haiti Now                                                                | New York      | Like A Prayer (en acoustique) | [ 80 ] |
| 9 janvier 2016   | 5th annual Help Haiti Home Gala                                                   | Los Angeles   | La Vie en Rose (chanson de Edith Piaf) | [ 81 ] |
| 2 décembre 2016  | Madonna: Tears of a Clown (Raising Malawi Gala)                                   | Miami         | Send In the Clowns, Like It or Not, Toxic (chanson de Britney Spears), I'm so Stupid, Beautiful Stranger, Easy Ride, American Life, Don't Tell Me, Express Yourself, Holiday | ,      |
| 26 juillet 2017  | The 4th Annual St. Tropez Gala                                                    | Saint-Tropez  | 4 Minutes, Ray of Light, Ghosttown, Open Your Heart et La Isla Bonita | [ 84 ] |

## Festivals de musique
| Date            | Nom                             | Lieu               | Titre(s) joué(s)                                                                  |        |
| --------------- | ------------------------------- | ------------------ | --------------------------------------------------------------------------------- | ------ |
| 22 février 1995 | Festival de San Remo            | San Remo           | Take a Bow                                                                        | ,      |
| 24 février 1998 | Festival de San Remo            | San Remo           | Frozen                                                                            | ,      |
| 30 avril 2006   | Coachella Valley Music Festival | Indio (Californie) | Hung Up, Get Together, I Love New York, Ray Of Light, Let It Will Be et Everybody | ,      |
| 10 mai 2008     | BBC 1 Radio Big Weekend         | Maidstone          | Candy Shop, Miles Away, 4 Minutes, Hung Up, Give It 2 Me et Music                 | [ 91 ] |
| 25 mars 2012    | Ultra Music Festival            | Miami              | Girl Gone Wild                                                                    | [ 92 ] |
| 12 avril 2015   | Coachella Valley Music Festival | Indio (Californie) | Human Nature, Hung Up                                                             | [ 93 ] |
| 18 mai 2019     | Eurovision 2019                 | Tel-Aviv           | Like A Prayer et Future (feat Quavo)                                              | [ 94 ] |

## Spectacles télévisés
| Année             | Émission                               | Chaîne                           | Titre(s) Joué(s) | Pays        |         |
| ----------------- | -------------------------------------- | -------------------------------- | --- | ----------- | ------- |
| 9 février 1983    | Dancin' On Air                         | WPHL-TV                          | Everybody | États-Unis  | [ 95 ]  |
| 23 octobre 1983   | Di-Gei                                 | Rai Uno                          | Everybody et Holiday | Italie      | [ 96 ]  |
| 23 octobre 1983   | Discoring                              | Rai Uno                          | Holiday | Italie      | [ 97 ]  |
| 14 janvier 1984   | American Bandstand                     | ABC                              | Holiday | États-Unis  | [ 98 ]  |
| 14 janvier 1984   | Solid Gold (TV series) (en)            | PTVS (Paramount TV)              | Holiday | Royaume-Uni | ,       |
| 24 janvier 1984   | Top of the Pops                        | BBC1                             | Holiday | Royaume-Uni | [ 101 ] |
| 27 janvier 1984   | The Tube (TV series) (en)              | Channel 4                        | Burning Up et Holiday | Royaume-Uni | [ 102 ] |
| 14 juin 1984      | Passeport pour la forme                | TF1                              | Holiday | France      | [ 103 ] |
| 23 juin 1984      | H.I.P. H.O.P.                          | TF1                              | Holiday | France      | [ 104 ] |
| 12 février 1984   | The Dance Show                         | ???                              | Holiday et Borderline | États-Unis  | [ 105 ] |
| 22 juin 1984      | Les Enfants du rock                    | Antenne 2                        | Holiday | France      | [ 106 ] |
| 1984              | Super Platine                          | Antenne 2                        | Holiday | France      |         |
| 1er mars 1984     | Eurotops                               | Das Erste                        | Holiday | Allemagne   | [ 107 ] |
| 1er mars 1984     | Formel Eins (de)                       | ARD                              | Holiday | Allemagne   | [ 108 ] |
| 3 mars 1984       | The Saturday Show                      | Central Television (ITV Central) | Holiday | Royaume-Uni | [ 109 ] |
| 14 septembre 1984 | MTV Video Music Awards                 | MTV                              | Like A Virgin | États-Unis  | [ 110 ] |
| 13 décembre 1984  | Top of the Pops                        | BBC1                             | Like A Virgin | Royaume-Uni | [ 111 ] |
| 2 février 1985    | Solid Gold (TV series) (en)            | PTVS                             | Like a Virgin | Royaume-Uni | ,       |
| 1985              | ???                                    | Rock Tv                          | Like A Virgin |             |         |
| 1985              | All Night Fuji                         | Fuji TV                          | Like A Virgin | Japon       |         |
| 1985              | Music Fair show                        | ???                              | Like A Virgin | Japon       |         |
| 1985              | Yoru - No Hit Studio                   | ???                              | Like A Virgin | Japon       |         |
| 1985              | TV 4, Rock you                         | ???                              | Like A Virgin | Japon       |         |
| 9 novembre 1985   | Saturday Night Live                    | NBC                              | Take on Me (chanson de A-ha), La Bamba et Three Times a Lady (chanson de Commodores)                                      | États-Unis  | [ 114 ] |
| 6 septembre 1989  | MTV Video Music Awards                 | MTV                              | Express Yourself | États-Unis  | [ 115 ] |
| 6 septembre 1990  | MTV Video Music Awards                 | MTV                              | Vogue | États-Unis  | ,       |
| 25 mars 1991      | 63e cérémonie des Oscars               | ABC                              | Sooner or Later | États-Unis  | [ 118 ] |
| 16 janvier 1993   | Saturday Night Live                    | NBC                              | Fever et Bad Girl | États-Unis  | [ 119 ] |
| 13 mai 1993       | The Arsenio Hall Show                  | Fox                              | Fever et The Lady Is A Tramp                                                                                              | États-Unis  | [ 120 ] |
| 2 septembre 1993  | MTV Video Music Awards                 | MTV                              | Bye Bye Baby | États-Unis  | [ 121 ] |
| 30 janvier 1995   | American Music Awards                  | ABC                              | Take a Bow (avec Babyface)                                                                                                | États-Unis  | [ 122 ] |
| 18 février 1995   | Wetten, dass..?                        | ZDF                              | Take A Bow et Secret | Allemagne   | [ 123 ] |
| 20 février 1995   | Brit Awards                            | ???                              | Bedtime Story | Royaume-Uni | ,       |
| 2 novembre 1995   | Top of the Pops                        | BBC1                             | You'll See | Royaume-Uni | ,       |
| 24 mars 1997      | 69e cérémonie des Oscars               | ABC                              | You Must Love Me | États-Unis  | [ 128 ] |
| 21 février 1998   | National Lottery Show                  | BBC1                             | Frozen | Royaume-Uni | [ 129 ] |
| 27 février 1998   | Les Années Tubes                       | TF1                              | Frozen | France      | [ 130 ] |
| 2 mars 1998       | Telecinco Studios                      | Telecinco                        | Frozen | Espagne     | [ 131 ] |
| 6 avril 1998      | Hey! Hey! Hey! Music Champ             | Fuji TV                          | Frozen | Japon       | [ 132 ] |
| 28 février 1998   | Wetten, dass..?                        | ZDF                              | Frozen | Allemagne   | ,       |
| 13 mars 1998      | Rosie O'Donnell Show                   | NBC                              | Frozen | États-Unis  | [ 135 ] |
| 29 mai 1998       | The Oprah Winfrey Show                 | CBS                              | Ray Of Light et Little Star                                                                                               | États-Unis  | [ 136 ] |
| 10 septembre 1998 | MTV Video Music Awards                 | MTV                              | Shanti/Ashtangi et Ray Of Light                                                                                           | États-Unis  | [ 137 ] |
| 23 octobre 1998   | VH1 Fashion Awards                     | VH1                              | The Power Of Good-Bye | États-Unis  | [ 138 ] |
| 7 novembre 1998   | Wetten, dass..?                        | ZDF                              | The Power Of Good-Bye | Allemagne   | [ 139 ] |
| 11 novembre 1998  | Sacrées Femmes                         | TF1                              | The Power Of Good-Bye et Drowned World                                                                                    | France      | [ 140 ] |
| 12 novembre 1998  | MTV Europe Music Awards                | MTV                              | The Power Of Good-Bye | Italie      | ,       |
| 15 novembre 1998  | Sen kväll med Luuk                     | TV4                              | The Power Of Good-Bye | Suède       | [ 142 ] |
| 18 novembre 1998  | El Septimo De Caballeria               | TVE                              | The Power Of Good-Bye et Drowned World                                                                                    | Espagne     | [ 143 ] |
| 20 novembre 1998  | Top of the Pops                        | BBC1                             | The Power Of Good-Bye | Royaume-Uni | [ 144 ] |
| 24 février 1999   | Grammy Awards                          | ???                              | Nothing Really Matters | États-Unis  | ,       |
| 3 novembre 2000   | The Late Show With David Letterman     | CBS                              | Don't Tell Me | États-Unis  | [ 147 ] |
| 11 novembre 2000  | Wetten, dass..?                        | ZDF                              | Don't Tell Me | Allemagne   | [ 148 ] |
| 16 novembre 2000  | MTV Europe Music Awards                | MTV                              | Music | Suède       | [ 149 ] |
| 19 novembre 2000  | Nulle part ailleurs                    | Canal+                           | Music et Don't Tell Me | France      | [ 150 ] |
| 24 novembre 2000  | Top of the Pops                        | BBC1                             | Don't Tell Me | Royaume-Uni | [ 151 ] |
| 2 décembre 2000   | Carramba Che Fortuna                   | Rai Uno                          | Don't Tell Me | Italie      | [ 152 ] |
| 25 décembre 2000  | Top of the Pops special Christmas      | BBC1                             | Music | Royaume-Uni | [ 153 ] |
| 21 février 2001   | Grammy Awards                          | ???                              | Music | États-Unis  | [ 154 ] |
| 2003              | On Stage & On The Record Rehearsals    | RTL4                             | répétitions des titres American Life, Hollywood, Nothing Fails, Like A Prayer et X-Static Process                         | Pays-Bas    |         |
| 22 avril 2003     | On Stage & On The Record               | MTV                              | American Life, Hollywood, Nothing Fails, Like A Prayer et X-Static Process                                                | États-Unis  | [ 32 ]  |
| 24 avril 2003     | The Today Show                         | WNBC                             | Mother and Father | États-Unis  | [ 155 ] |
| 30 avril 2003     | Absolute Madonna                       | RTL                              | American Life, Hollywood et Music                                                                                         | Allemagne   | [ 156 ] |
| 1er mai 2003      | Tonight With Jonathan Ross             | BBC                              | American Life, Hollywood et Don't Tell Me                                                                                 | Royaume-Uni | [ 157 ] |
| 3 mai 2003        | CD:UK                                  | ITV                              | American Life et Hollywood                                                                                                | Royaume-Uni | [ 158 ] |
| 6 mai 2003        | La Chanson No.1                        | France 2                         | American Life, Hollywood et Music                                                                                         | France      | [ 159 ] |
| 16 mai 2003       | Top of the Pops                        | BBC1                             | Hollywood | Royaume-Uni | [ 160 ] |
| 28 août 2003      | MTV Video Music Awards                 | MTV                              | Hollywood (avec Britney Spears et Christina Aguilera)                                                                     | Écosse      | ,       |
| 3 novembre 2005   | MTV Europe Music Awards                | MTV                              | Hung Up | Portugal    | ,       |
| 5 novembre 2005   | Wetten, dass..?                        | ZDF                              | Hung Up | Allemagne   | [ 165 ] |
| 8 novembre 2005   | Michael Parkinson Show                 | BBC                              | Hung Up et Get Together                                                                                                   | Royaume-Uni | [ 166 ] |
| 11 novembre 2005  | Star Academy                           | TF1                              | Hung Up et Get Together                                                                                                   | France      | ,       |
| 18 novembre 2005  | Children in Need                       | BBC                              | Hung Up et Get Together                                                                                                   | Royaume-Uni | [ 169 ] |
| 12 décembre 2005  | Smap x Smap                            | Fuji TV                          | Hung Up | Japon       | [ 170 ] |
| 8 février 2006    | Grammy Awards                          | CBS                              | Hung Up (avec Feel Good Inc. de Gorillaz)                                                                                 | États-Unis  | ,       |
| 24 janvier 2014   | Grammy Awards                          | CBS                              | Open Your Heart / Same Love (avec Macklemore & Ryan Lewis)                                                                | États-Unis  | [ 173 ] |
| 28 janvier 2014   | MTV Unplugged                          | MTV                              | Don't Tell Me / We Can't Stop (avec Miley Cyrus)                                                                          | États-Unis  | ,       |
| 8 février 2015    | Grammy Awards                          | CBS                              | Living for Love | États-Unis  | ,       |
| 25 février 2015   | Brit Awards                            | ITV                              | Living for Love | Royaume-Uni | ,       |
| 26 février 2015   | The Jonathan Ross Show                 | ITV                              | Living for Love (remix) et Ghosttown                                                                                      | Royaume-Uni | ,       |
| 1er mars 2015     | Che Tempo Che Fa                       | Rai 3                            | Devil Pray et Ghosttown                                                                                                   | Italie      | ,       |
| 2 mars 2015       | Le Grand Journal                       | Canal+                           | Living for Love (Remix) et Ghosttown                                                                                      | France      | [ 184 ] |
| 16 mars 2015      | The Ellen DeGeneres Show               | NBC                              | Living for Love (remix), Joan Of Arc et Ghosttown                                                                         | États-Unis  | ,       |
| 29 mars 2015      | iHeartRadio Music Awards               | NBC                              | Ghosttown (feat. Taylor Swift)                                                                                            | États-Unis  | ,       |
| 9 avril 2015      | The Tonight Show Starring Jimmy Fallon | NBC                              | Bitch I'm Madonna (with Diplo)                                                                                            | États-Unis  | [ 189 ] |
| 22 mai 2016       | Billboard Music Awards                 | ABC                              | Prince Tribute : Nothing Compares 2 U & Purple Rain (feat. Stevie Wonder)                                                 | États-Unis  | [ 190 ] |
| 9 juin 2016       | The Tonight Show Starring Jimmy Fallon | NBC                              | Borderline | États-Unis  | [ 191 ] |
| 16 novembre 2016  | Carpool Karaoke with James Corden      | CBS                              | Vogue, Bitch I'm Madonna, Papa Don't Preach, Don't Cry for Me Argentina, Express Yourself, Ray of Light et Music (medley) | États-Unis  | [ 192 ] |
| 1er mai 2019      | Billboard Music Awards                 | ABC                              | Medellín (feat Maluma) | États-Unis  | [ 193 ] |
| 18 mai 2019       | Eurovision 2019                        |                                  | Like A Prayer et Future (feat Quavo)                                                                                      | Israël      | [ 94 ]  |

## Théâtre
| Année | Titre           | Représentations         | Lieu(x)                                          | Acteurs                                                                           |
| ----- | --------------- | ----------------------- | ------------------------------------------------ | --------------------------------------------------------------------------------- |
| 1986  | Goose & Tom-Tom | 28-29-30-31 août        | Lincoln Centre's Mitzi Newhouse Theatre New York | Sean Penn                                                                         |
| 1988  | Speed-The-Plow  | du 3 mai au 4 septembre | Royale Theatre de Broadway New York              | Joe Mantegna et Ron Silver                                                        |
| 2002  | Up For Grabs    | du 23 mai au 13 juillet | Wyndhams Theatre Londres                         | Megan Dodds, Tom Irwin, Michael Lerner, Daniel Pino, Sian Thomas et Debora Weston |

## Sources
- (en) Cet article est partiellement ou en totalité issu de l’article de Wikipédia en anglais intitulé « List of Madonna concert tours » (voir la liste des auteurs).